# IC 1592
IC 1592 је спирална галаксија у сазвјежђу Рибе која се налази на листи објеката дубоког неба у Индекс каталогу.
Деклинација објекта је + 5° 46' 11" а ректасцензија 0h 53m 27,1s. Привидна величина (магнитуда) објекта IC 1592 износи 14,2 а фотографска магнитуда 15,1. IC 1592 је још познат и под ознакама UGC 543, CGCG 410-15, PGC 3139.